# Passer pyrrhonotus
El gorrión del Sind (Passer pyrrhonotus) es una especie de ave paseriforme de la familia Passeridae. No se reconocen subespecies. Es propio de Asia, encontrándose desde el extremo sureste de Irán hasta Pakistán y el noroeste de India. Habita únicamente en las selvas de estos países, asociándose siempre a sitios donde mane agua. Puede ser confundido con el gorrión común (P. domesticus).

## Galería

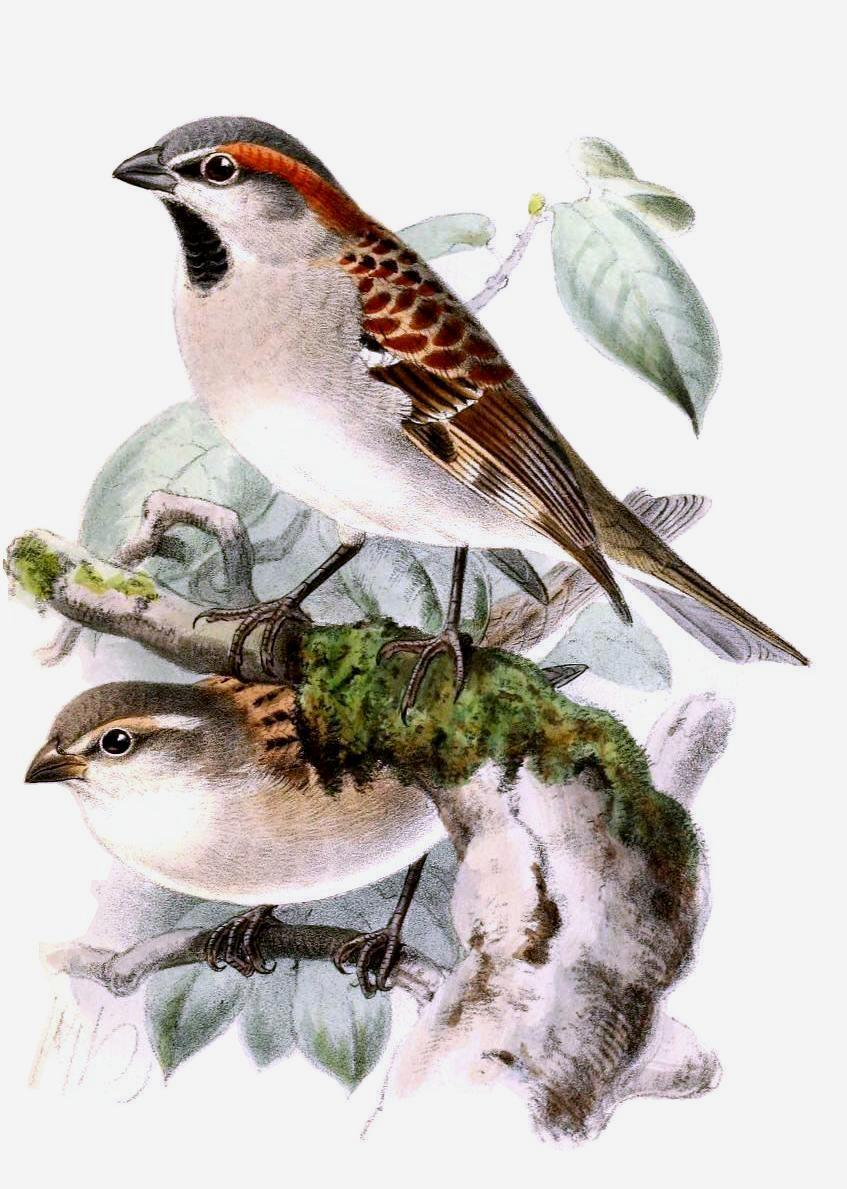
Ilustración de una pareja por John Gerrard Keulemans.
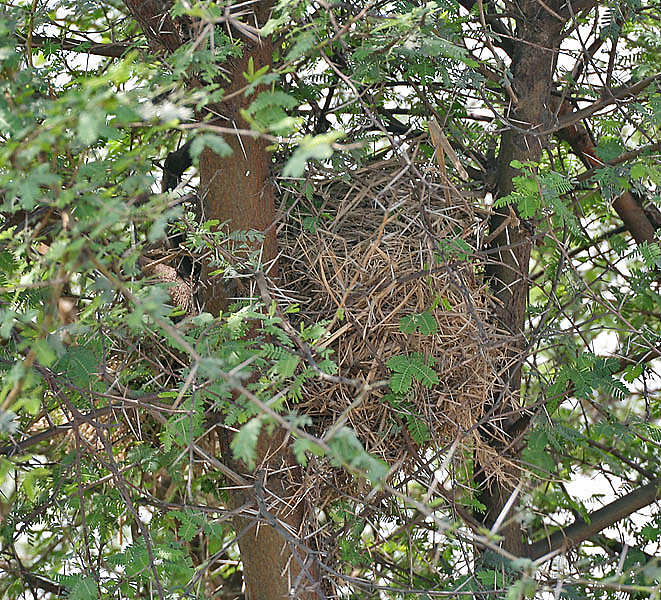
Nido.